# Úžina Euripos

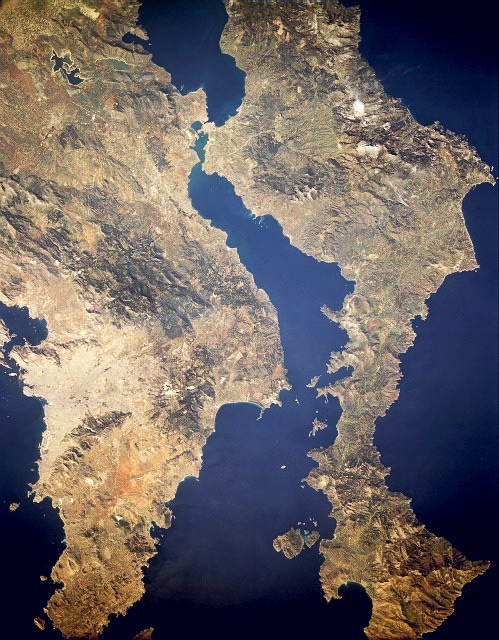
Satelitní snímek

Úžina Euripos se nachází v Euboiském průlivu, který odděluje ostrov Euboia od řecké pevniny. Od starověku byla tato úžina předmětem zájmu pro neobvyklý průběh odlivu a přílivu, jelikož tyto jevy jsou ve Středozemním moři obvykle velmi mírné. V tehdejších pramenech lze najít např. následující slova:
| „                                            | Dech proudí skrze tělo k výtoku ven a naopak, je uváděn skrze dýchání ústy a nosními dírkami. A tak - stejným způsobem jako proud úžiny Euripos - je na oplátku nesen do těla, které je rozšířeno v důsledku výdechu. | “ |
| — Timaios z Lokridy, O podstatě kosmu a duše | |   |

Tyto jevy se opakují čtyřikrát denně. Lehčí lodě nejsou při nich schopné úžinou proplout. V okamžicích, kdy se směr proudu mění, je plavba ještě nebezpečnější, protože se tvoří vír.
Studiu úžiny Euripos se věnoval François-Alphonse Forel a jeho výzkumy završil v roce 1929 D. Eginitis.
Dýchání v Platónově dialogu Timaios
"A tu co jest teplé, není pochyby, že směřuje přirozeně ven na své místo k látce sourodé; a poněvadž jsou dva průchody, jeden tělem ven (jím je míněn jícen - vize poznámka 80) druhý pak ústy a nosem, kdykoli teplo udeří na jedné straně, tlačí na druhé straně vzduch kolem dokola, a ten tlakem uveden v kdruhovitý pohyb, vpadaje do ohně se zahřívá, kdežto vycházející vzduch se ochlazuje. Poněvadž pak teplost tato přechází na jiné místo a vzduch u druhého východu se stává teplejším, ubírá se to, co má větší teplotu, zase zpět na onu stranu, spějíc ke své vlastní přirozenosti, a zatlačuje kolem dokola živel druhý; ten pak přijímaje a navzájem dávaje stále tytéž popudy, způsobuje, že vzniká obojími činiteli pohyblivý kruh, dech a výdech."